# Gorodiensk
Gorodiensk (ros. Городенск) – wieś (ros. село, trb. sieło) w zachodniej Rosji, centrum administracyjne sielsowietu gorodienskiego w rejonie lgowskim (obwód kurski).

## Geografia
Miejscowość położona jest nad Sejmem, 8 km na północny wschód od centrum administracyjnego rejonu (Lgow), 57 km na południowy zachód od Kurska, 5,5 km od drogi regionalnego znaczenia 38K-017 (Kursk – Lgow – Rylsk – granica z Ukrainą) – część trasy europejskiej E38.
We wsi znajdują się ulice: Biełaja gora, Glinsk, Grammatinka, Inoralsk, Kursakowka, Mołodiożnaja, Nowosiołowka, Popowka i Soczi (292 posesje).
Klimat
Miejscowość, jak i cały rejon, znajduje się w strefie klimatu kontynentalnego z łagodnym ciepłym latem i równomiernie rozłożonymi opadami rocznymi (Dfb w klasyfikacji klimatów Köppena).

## Demografia
W 2010 r. wieś zamieszkiwało 485 osób.